# Gömbi geometria

A gömbi geometria a geometria egy ágazata, ami a gömbfelületet írja le. Felfogható nemeuklideszi geometriaként is.
Tekintsünk egy egységsugarú, {\displaystyle O} középpontú {\displaystyle G} gömböt. (Elegendő az egységsugarú gömbökkel foglalkoznunk, hiszen bármely két gömb hasonló.) A gömbök síkmetszetei körök, melyek közül azok a legnagyobbak, melyek síkja átmegy a gömb középpontján. A maximális sugarú körök a gömbön a főkörök.
Tehát az euklideszi geometriában megjelenő egyenesek szerepét a gömbi geometriában a főkörök veszik át.
Gömbi szakaszoknak nevezzük a gömb {\displaystyle \pi }-nél nem hosszabb főköríveit.
Gömbi egyeneseknek nevezzük a gömb főköreit.
Ha {\displaystyle A} és {\displaystyle B} a gömb két nem átellenes pontja, akkor az {\displaystyle AOB} sík kimetsz a gömbből egy főkört. Ennek az {\displaystyle A} és {\displaystyle B} közé eső rövidebb íve a két pontot összekötő egyetlen gömbi szakasz. Ha {\displaystyle A} és {\displaystyle B} átellenes pontok, akkor végtelen sok {\displaystyle \pi } hosszúságú gömbi szakasz köti össze őket.
Az {\displaystyle A} és {\displaystyle B} pontok gömbi távolsága, melyet {\displaystyle d(A,B)}-vel jelölünk, az őket összekötő gömbi szakasz(ok) hossza.
Az ábrán látható főkörök síkjainak hajlásszöge, a körök érintőinek hajlásszöge.
A gömbfelület két pontjától egyenlő távolságra lévő pontok a két pont főkörívének felező merőleges főkörén helyezkednek el.
Gömbkétszög:
A gömbkétszög felülete: {\displaystyle F=2r^{2}\alpha }.

## Gömbháromszög

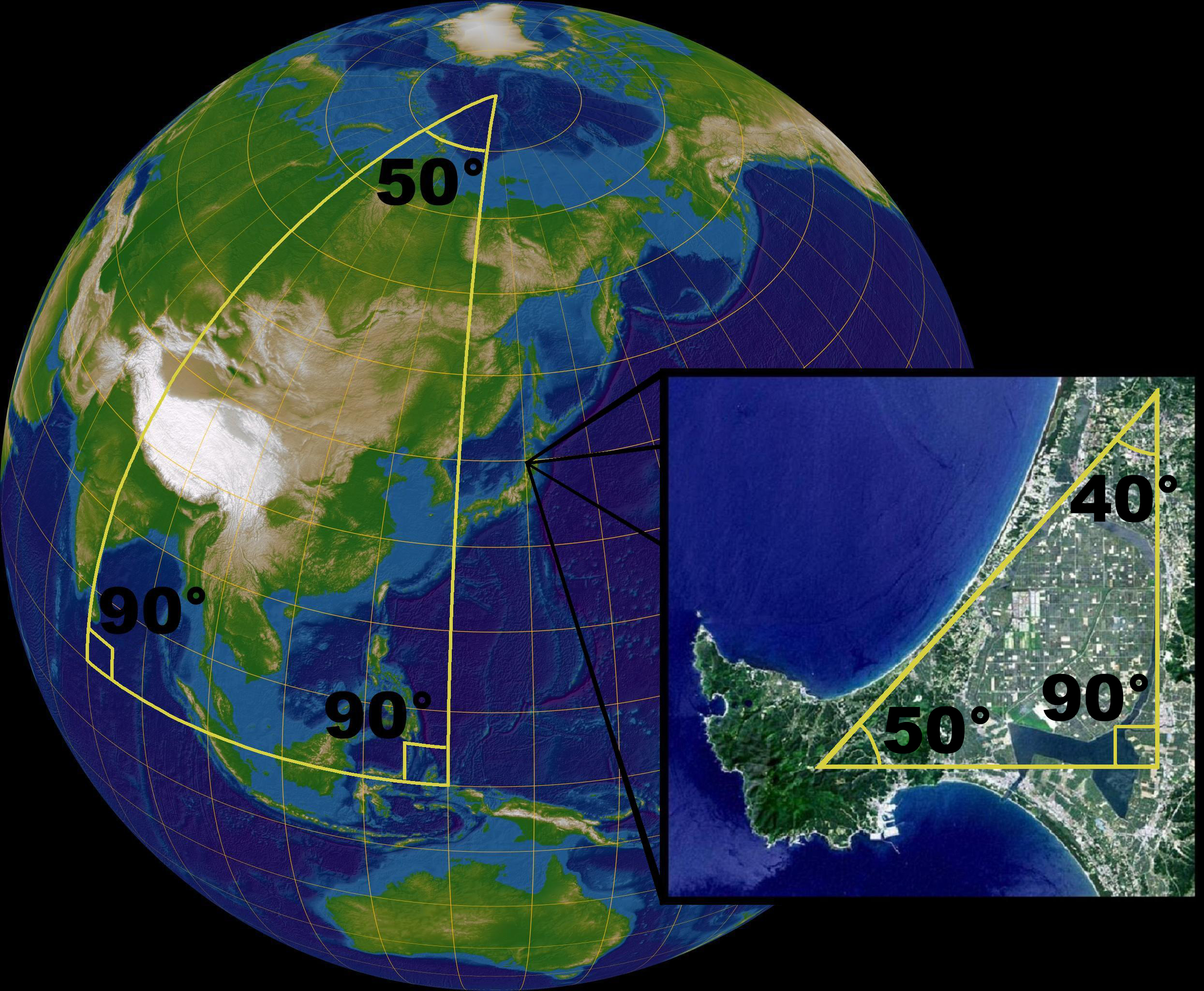
A gömbháromszög szögeinek összege nem egyenlő 180 fokkal

Ha az {\displaystyle A,B,C} pontok nincsenek egy főkörön, akkor közülük semelyik kettő sem átellenes, így páronként egyértelműen meghatároznak egy-egy gömbi szakaszt. A három gömbi szakasz a gömböt két részre vágja. A két rész közül a kisebbiket nevezzük az {\displaystyle ABC} gömbháromszögnek. Az {\displaystyle ABC} gömbháromszög csúcsai az {\displaystyle A}, {\displaystyle B}, {\displaystyle C} pontok, oldalszakaszai az {\displaystyle A,B,C} pontokat páronként összekötő gömbi szakaszok. Az oldalak hosszait a szokásos módon jelöljük: {\displaystyle a=d(B,C)}, {\displaystyle b=d(A,C)} és {\displaystyle c=d(A,B)}.
Az {\displaystyle ABC} gömbháromszög szögeit definiálhatjuk az általános szabály szerint: legyen BAC szög = {\displaystyle \alpha } az {\displaystyle AB} és {\displaystyle AC} főkörívek {\displaystyle A}-beli érintő félegyeneseinek szöge. Ez persze egyenlő az {\displaystyle OA} egyenes által határolt, {\displaystyle B}-t, illetve {\displaystyle C}-t tartalmazó félsíkok által bezárt szöggel. Hasonlóan adhatjuk meg az ABC szög ={\displaystyle \beta } és BCA szög = {\displaystyle \gamma } szögeket. Az {\displaystyle ABC} euklideszi háromszög {\displaystyle A} csúcsnál lévő szöge általában különbözik az {\displaystyle ABC} gömbháromszög {\displaystyle \alpha } szögétől.
Tulajdonságai:
Ha két szög egyenlő, akkor a szemközti oldalak is egyenlőek, egyébként a nagyobb oldallal szemben nagyobb szög van. Bármely két oldal összege nagyobb a harmadik oldal hosszánál, a gömbi geometriában az oldal az ívhossznak megfelelő (csakúgy, mint az euklideszi síkban).
Felület: {\displaystyle F=(\alpha +\beta +\gamma -\pi )\ r^{2}}.
Gömbi felesleg: {\displaystyle \alpha +\beta +\gamma -\pi }.
A gömbi geometriában is hasonlóan érvényesek a trigonometriai azonosságok: a szinusz-, koszinusz-tétel, illetve a Pitagorasz-tétel.

## Gömbi szinusz-tétel
{\displaystyle \sin \ a\ :\ \sin \ b\ :\ \sin \ c=\sin \ \alpha \ :\sin \ \beta \ :\sin \ \gamma }
Bizonyítás1.:
Legyen az {\displaystyle A} pont merőleges vetülete az {\displaystyle OBC} síkra {\displaystyle D}, és legyen {\displaystyle D} vetülete az {\displaystyle OB}, illetve {\displaystyle OC} egyenesekre {\displaystyle E} és {\displaystyle F}. Ekkor nyilván {\displaystyle AE\perp OB}-re és {\displaystyle AF\perp OC}-re. Viszont {\displaystyle AED} szög = {\displaystyle \beta } és {\displaystyle AFD} szög = {\displaystyle \gamma }, tehát {\displaystyle \sin \ \beta } = {\displaystyle {\frac {AD}{AE}}} és {\displaystyle \sin \ \gamma } = {\displaystyle {\frac {AD}{AF}}}, ezért {\displaystyle \sin \ \beta \ :\ \sin \ \gamma } = {\displaystyle AF\ :\ AE}. Azonban {\displaystyle AOB} szög = {\displaystyle c}, így {\displaystyle AE=\sin \ c}. Hasonlóan {\displaystyle AF=\sin \ b}, tehát {\displaystyle \sin \ \beta \ :\ \sin \ \gamma =\sin \ b\ :\ \sin \ c}.
Bizonyítás2.:
{\displaystyle ({\vec {a}}\times {\vec {b}})\times ({\vec {b}}\times {\vec {c}})=({\vec {a}}\ {\vec {b}}\ {\vec {c}})\ {\vec {b}}}
{\displaystyle {\vec {a}}\ {\vec {b}}\ {\vec {c}}=|({\vec {a}}\times {\vec {b}})\times ({\vec {b}}\times {\vec {c}})|=\sin \ c\ \sin \ a\ \sin(\pi -\beta )}
másrészt: {\displaystyle ({\vec {c}}\times {\vec {a}})\times ({\vec {a}}\times {\vec {b}})=({\vec {a}}\ {\vec {b}}\ {\vec {c}})\ {\vec {a}}}
{\displaystyle {\vec {a}}\ {\vec {b}}\ {\vec {c}}=|({\vec {c}}\times {\vec {a}})\times ({\vec {a}}\times {\vec {b}})|=\sin \ b\ \sin \ c\ \sin(\pi -\alpha )}
{\displaystyle \longrightarrow \sin \ c\ \sin \ a\ \sin \ \beta =\sin \ b\ \sin \ c\ \sin \ \alpha }
{\displaystyle {\frac {\sin \ a}{\sin \ b}}={\frac {\sin \ \alpha }{\sin \ \beta }}}

## Gömbi koszinusz-tétel oldalakra
{\displaystyle \cos c=\cos \ a\ \cos \ b+\sin \ a\ \sin \ b\ \cos \ \gamma }
Bizonyítás:
{\displaystyle ({\vec {b}}\times {\vec {c}})({\vec {c}}\times {\vec {a}})={\vec {b}}({\vec {c}}\times ({\vec {c}}\times {\vec {a}}))={\vec {b}}(({\vec {a}}{\vec {c}}){\vec {c}}-({\vec {c}}{\vec {c}}){\vec {a}})=({\vec {a}}{\vec {c}})({\vec {b}}{\vec {c}})-({\vec {c}}{\vec {c}})({\vec {a}}{\vec {b}})=\cos \ {\vec {b}}\ \cos \ {\vec {a}}-\cos \ {\vec {c}}}
másrészt:{\displaystyle ({\vec {b}}\times {\vec {c}})({\vec {c}}\times {\vec {a}})=\sin \ {\vec {a}}\ \sin \ {\vec {b}}\ \cos(\pi -\gamma )}
{\displaystyle \longrightarrow \cos \ {\vec {b}}\ \cos \ {\vec {a}}-\cos \ {\vec {c}}=-\sin \ {\vec {a}}\ \sin \ {\vec {b}}\ \cos \ \gamma }
{\displaystyle \cos c=\cos \ a\ \cos \ b+\sin \ a\ \sin \ b\ \cos \ \gamma }

## Gömbi koszinusz-tétel szögekre
{\displaystyle \cos \ \gamma =-\cos \ \alpha \ \cos \ \beta +\sin \ \alpha \ \sin \ \beta \ \cos \ c}
Bizonyítás:
oldalakra vonatkozó koszinusz-tételt alkalmazzuk a polár gömbháromszögre
{\displaystyle \cos c^{*}=\cos \ a^{*}\ \cos \ b^{*}+\sin \ a^{*}\ \sin \ b^{*}\ \cos \ \gamma ^{*}}
{\displaystyle c^{*}=\pi -\gamma }
{\displaystyle a^{*}=\pi -\alpha }
{\displaystyle b^{*}=\pi -\beta }
{\displaystyle -\cos \ \gamma =\cos \ \alpha \ \cos \ \beta +\sin \ \alpha \ \sin \ \beta \ (-\cos \ c)}
{\displaystyle \cos \ \gamma =-\cos \ \alpha \ \cos \ \beta +\sin \ \alpha \ \sin \ \beta \ \cos \ c}

## Gömbi Pitagorasz-tétel
{\displaystyle cos\ c=cos\ a\ cos\ b}
speciális esete az oldalakra vonatkozó koszinusz-tételnek, ahol {\displaystyle \gamma =90^{o}}

## Polár gömbháromszög
Válasszuk az {\displaystyle A^{*}} pontot a gömbön úgy, hogy az {\displaystyle OA^{*}} vektor az {\displaystyle OBC} síknak azon egységnormálisa legyen, mely a síknak az {\displaystyle A}-t nem tartalmazó félterébe mutat. Hasonlóan definiáljuk {\displaystyle B^{*}}-ot és {\displaystyle C^{*}}-ot. Az {\displaystyle A^{*}B^{*}C^{*}} gömbháromszög az {\displaystyle ABC} gömbháromszög poláris gömbháromszöge. A poláris gömbháromszög oldalait és szögeit a szokásos módon az {\displaystyle a^{*}}, {\displaystyle b^{*}}, {\displaystyle c^{*}} és {\displaystyle \alpha ^{*}} , {\displaystyle \beta ^{*}}, {\displaystyle \gamma ^{*}} betűkkel jelöljük.
gömbháromszög oldalai:
{\displaystyle a=(b,c)}szög = {\displaystyle \arccos({\vec {b}}{\vec {c}})}
{\displaystyle b=(c,a)}szög = {\displaystyle \arccos({\vec {c}}{\vec {a}})}
{\displaystyle c=(a,b)}szög = {\displaystyle \arccos({\vec {a}}{\vec {b}})}
szögekkel való összefüggések:
{\displaystyle ({\vec {a}}\times {\vec {b}},{\vec {b}}\times {\vec {c}})} szög = {\displaystyle \pi -\beta }
{\displaystyle ({\vec {b}}\times {\vec {c}},{\vec {c}}\times {\vec {a}})} szög = {\displaystyle \pi -\gamma }
{\displaystyle ({\vec {c}}\times {\vec {a}},{\vec {a}}\times {\vec {b}})} szög = {\displaystyle \pi -\alpha }
polár gömbháromszög vektorai:
{\displaystyle {\vec {c}}^{*}=({\vec {a}}\times {\vec {b}})^{\circ }}
{\displaystyle {\vec {b}}^{*}=({\vec {c}}\times {\vec {a}})^{\circ }}
{\displaystyle {\vec {a}}^{*}=({\vec {b}}\times {\vec {c}})^{\circ }}
polár gömbháromszög oldalainak hossza:
{\displaystyle {\vec {a}}^{*}=({\vec {c}}^{*},{\vec {b}}^{*})} szög = {\displaystyle ({\vec {a}}\times {\vec {b}},{\vec {c}}\times {\vec {a}})}szög = {\displaystyle \pi -\alpha }
{\displaystyle {\vec {b}}^{*}=({\vec {a}}^{*},{\vec {c}}^{*})} szög = {\displaystyle ({\vec {b}}\times {\vec {c}},{\vec {a}}\times {\vec {b}})}szög = {\displaystyle \pi -\beta }
{\displaystyle {\vec {c}}^{*}=({\vec {b}}^{*},{\vec {a}}^{*})} szög = {\displaystyle ({\vec {c}}\times {\vec {a}},{\vec {b}}\times {\vec {c}})}szög = {\displaystyle \pi -\gamma }
polár gömbháromszög polár gömbháromszöge:
megegyezik az eredeti polár gömbháromszöggel
{\displaystyle {\vec {c}}^{**}=({\vec {a}}^{*}\times {\vec {b}}^{*})^{\circ }}
{\displaystyle {\vec {b}}^{**}=({\vec {c}}^{*}\times {\vec {a}}^{*})^{\circ }}
{\displaystyle {\vec {a}}^{**}=({\vec {b}}^{*}\times {\vec {c}}^{*})^{\circ }}
{\displaystyle {\vec {b}}^{**}\uparrow \uparrow {\vec {c}}^{*}\times {\vec {a}}^{*}\uparrow \uparrow ({\vec {a}}\times {\vec {b}})\times ({\vec {b}}\times {\vec {c}})=(({\vec {a}}\times {\vec {b}})\ {\vec {c}})\ {\vec {b}}-(({\vec {a}}\times {\vec {b}})\ {\vec {b}})\ {\vec {c}}=({\vec {a}}\ {\vec {b}}\ {\vec {c}})\ {\vec {b}}}